# Cancelo (Triacastela)
Cancelo (llamada oficialmente San Cristovo de Cancelo) es una parroquia y una aldea española del municipio de Triacastela, en la provincia de Lugo, Galicia.

## Otras denominaciones
La parroquia también es conocida por el nombre de San Cristobo de Cancelo.

## Organización territorial
La parroquia está formada por tres entidades de población:
- Cancelo
- Folgueiras
- Tras do Castro

## Demografía

### Parroquia
| Gráfica de evolución demográfica de Cancelo (parroquia) entre 2000 y 2021 |
|                                                                           |
| Datos según el nomenclátor publicado por el INE.                          |

### Aldea
| Gráfica de evolución demográfica de Cancelo (aldea) entre 2000 y 2021 |
|                                                                       |
| Datos según el nomenclátor publicado por el INE.                      |